# Karolin (Otrębusy)
Karolin – część wsi Otrębusy w Polsce, położona w województwie mazowieckim, w powiecie pruszkowskim, w gminie Brwinów.
W 1948 roku w Karolinie powstał Państwowy Zespół Ludowy Pieśni i Tańca „Mazowsze”, mający tu swoją siedzibę do dziś. Jego koncepcja artystyczna zakładała, że „Mazowsze” śpiewać ma folklorystyczny wariant repertuaru ludowego – przekomponowane przyśpiewki i pieśni tradycyjne i tańczyć choreograficzne układy nawiązujące do polskich tańców narodowych.

## Obiekty

### Zabytki
- Pałacowo-Parkowy Zespół Zabytkowy Karolin – Siedziba Państwowego Zespołu Ludowego Pieśni i Tańca „Mazowsze” im. Tadeusza Sygietyńskiego

### Muzea
- Muzeum Państwowego Zespołu Ludowego Pieśni i Tańca „Mazowsze” – Karolin